# 동국대학교 사범대학 부속중학교
동국대학교 사범대학 부속중학교(東國大學校師範大學附屬中學校)는 대한민국 서울특별시 동대문구 장안동에 있는 사립 중학교이다.

## 학교 연혁
- 1947년 6월 24일 : 조선체신사업협회에서 12학급 흥국공업 초급중학교 설립(용산구 원효로)
- 1966년 12월 30일 : 학교법인 동국학원에서 인수
- 1967년 2월 15일 : 동국중학교로 교명 변경
- 1970년 9월 2일 : 동국대학교 사범대학 부속중학교로 교명 변경
- 1979년 2월 18일 : 종로구 연지동에서 장안동으로 교사 이전
- 2004년 6월 12일 : 학교법인 동국대학교로 법인명 변경
- 2014년 3월 2일 : 2014년도 자유학기제 연계 중1 진로탐색 집중학년제(연구학교) 지정
- 2023년 2월 8일 : 제69회 졸업식(총 졸업생 26,840명)
- 2023년 3월 1일 : 제42대 이사장 돈관 큰스님 취임
- 2023년 3월 1일 : 제27대 박규태 교장 취임

## 참고 자료
- 동국대학교 사범대학 부속중학교 - 한국교육학술정보원 학교알리미